# Lorenzo Albaladejo Martínez
Lorenzo Albaladejo Martínez (nascido em 4 de maio de 1990) é um atleta paralímpico espanhol.
Já conquistou quatro medalhas no Campeonato Europeu de Atletismo IPC, das quais duas de prata nos 100 e 200 metros em 2014.
Representou a Espanha nos Jogos Paralímpicos de Verão de 2012, realizados em Londres.